# Szurdok (Szerbia)
Szurdok (Сурдук) település Szerbiában, a Vajdaságban, a Szerémségi körzetben, Ópazova községben.

## Demográfiai változások
| 1948  | 1953  | 1961  | 1971  | 1981  | 1991  | 2002  |
| ----- | ----- | ----- | ----- | ----- | ----- | ----- |
| 1 687 | 1 712 | 1 782 | 1 467 | 1 322 | 1 253 | 1 589 |